# Edina (Minnesota)
Edina és una població dels Estats Units a l'estat de Minnesota. Segons el cens del 2000 tenia 47.425 habitants.

## Demografia
Segons el cens del 2000, Edina tenia 47.425 habitants, 20.996 habitatges, i 12.870 famílies. La densitat de població era de 1.162,6 habitants per km².
Dels 20.996 habitatges en un 26,5% hi vivien nens de menys de 18 anys, en un 53,8% hi vivien parelles casades, en un 5,8% dones solteres, i en un 38,7% no eren unitats familiars. En el 34% dels habitatges hi vivien persones soles el 18,5% de les quals corresponia a persones de 65 anys o més que vivien soles. El nombre mitjà de persones vivint en cada habitatge era de 2,24 i el nombre mitjà de persones que vivien en cada família era de 2,91.
Per edats la població es repartia de la manera següent: un 22,9% tenia menys de 18 anys, un 4,4% entre 18 i 24, un 23,6% entre 25 i 44, un 26,5% de 45 a 60 i un 22,7% 65 anys o més.
L'edat mitjana era de 44 anys. Per cada 100 dones de 18 o més anys hi havia 79,7 homes.
La renda mitjana per habitatge era de 66.019 $ i la renda mediana per família de 93.496 $. Els homes tenien una renda mitjana de 67.011 $ mentre que les dones 41.742 $. La renda per capita de la població era de 44.195 $. Entorn del 2% de les famílies i el 3,3% de la població estaven per davall del llindar de pobresa.

## Poblacions properes
El diagrama següent mostra les poblacions més properes.